# Verreries-de-Moussans
Verreries-de-Moussans este o comună în departamentul Hérault din sudul Franței. În 2009 avea o populație de 93 de locuitori.

## Evoluția populației
| An        | 1975 | 1982 | 1990 | 1999 | 2006 | 2009 |
| --------- | ---- | ---- | ---- | ---- | ---- | ---- |
| Populație | 139  | 113  | 106  | 105  | 98   | 93   |